# 開寶藏
開寶藏是在開寶年四年（971）于益州（今四川成都）開刻佛教大藏經，也是漢傳佛教史上的第一部木刻本大藏經，初刻本於宋太宗太平興國八年（983）完成，接下來的一百年間，陸陸續續有所增補，至徽宗期間，形成多達六千餘卷的規模。